# Вільям Гігінботам
Вільям Альфред Гігінботам  (22 жовтня 1910 , Бриджпорт, Коннектикут  — 10 листопада 1994 , Гейнсвілл (Джорджія), Джорджія ) — американський фізик. Член групи, яка розробила першу ядерну бомбу, пізніше він став лідером руху за нерозповсюдження ядерної зброї. Він також посідає місце в історії відеоігор завдяки своїй створеній у 1958 році «Тенісі на двох», першій інтерактивній аналоговій комп’ютерній грі та одній із перших електронних ігор, у яких використовується графічний дисплей.

## Раннє життя
Гігінботам народився в Бріджпорті, штат Коннектикут, і виріс у Каледонії, штат Нью-Йорк. Його батько був служителем пресвітеріанської церкви. У 1932 році він отримав ступінь бакалавра в коледжі Вільямс і продовжив навчання в Корнельському університеті. Він працював над радіолокаційною системою в MIT з 1941 по 1943 рік.

## Кар'єра

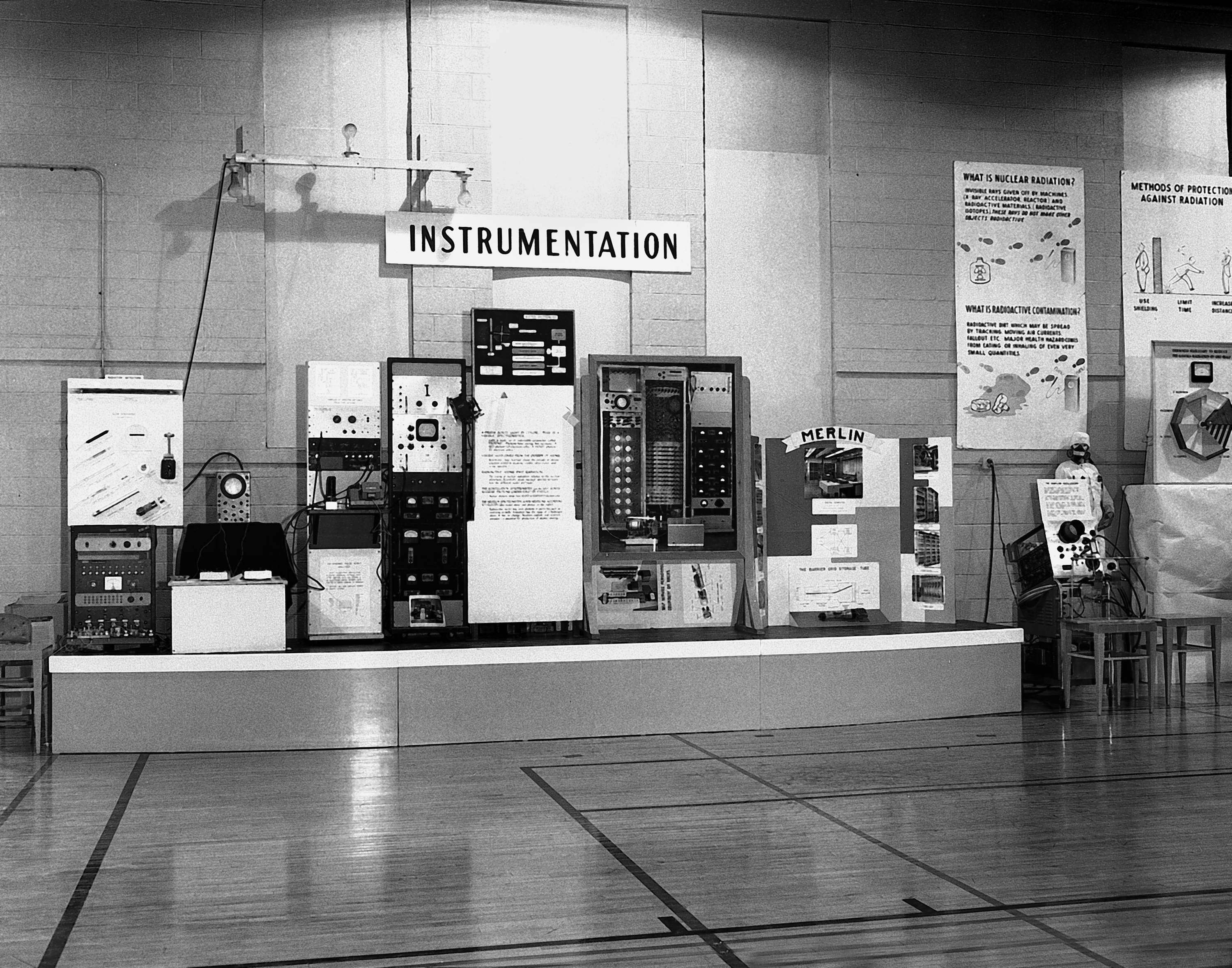
Виставка тенісу для двох 1958 року

Під час Другої світової війни він працював у Лос-Аламоській національній лабораторії та очолював групу електроніки лабораторії в останні роки війни, де його команда розробила електроніку для першої атомної бомби. Його команда створила механізм запалювання бомби, а також вимірювальні прилади для пристрою. Гігінботам також створив радарний дисплей для експериментального бомбардувальника B-28. Після свого досвіду роботи з ядерною зброєю Хігінботам допоміг заснувати групу з ядерного нерозповсюдження Федерації американських вчених, працюючи її першим головою та виконавчим секретарем. З 1974 року до своєї смерті в 1994 році Хігінботам працював технічним редактором журналу Journal of Nuclear Materials Management , який видавав Інститут управління ядерними матеріалами.
У 1947 році Хігінботам зайняв посаду в Брукхейвенській національній лабораторії, де він працював до свого виходу на пенсію в 1984 році. У 1958 році, будучи керівником відділу приладів у Брукхейвені, він створив комп’ютерну гру під назвою Tennis for Two для щорічної експозиції лабораторії. Симулятор тенісу, який відображається на осцилографі, вважається однією з перших відеоігор. Гра зайняла Хігінботаму кілька тижнів, щоб завершити її, і вона була популярною атракцією на виставці. Це був такий хіт, що Хігінботам створив розширену версію для експозиції 1959 року; ця версія дозволяла змінювати рівень гравітації, щоб гравці могли імітувати теніс на Юпітері та Місяці. Хігінботам ніколи не патентував теніс для двох, хоча за свою кар'єру отримав понад 20 інших патентів.
Він нагадав, що в 1983 р.
В інструкціях, які постачалися з комп’ютером, описано, як накреслити траєкторії та фігури, що підстрибують, для дослідження. Я подумав: «Хіба, це була б хороша гра». [Працюючи з колегою Дейвом Поттером], мені знадобилося чотири години, щоб розробити один і технік кілька тижнів, щоб зібрати це разом. ... Всі стояли в черзі грати [на день відкритих дверей]. Очевидно, інші експонати були досить статичними. ... Гра здавалася мені якоюсь очевидною річчю. Навіть якби я [хотів її запатентувати], гра належала б уряду.

## Спадщина
У 1980-х роках критики та історики почали визнавати значення тенісу для двох у розвитку відеоігор. У 1983 році Девід Ал, який грав у цю гру на виставці в Брукхейвені, будучи підлітком, написав історію для Creative Computing, у якій він назвав Хігінботама «Дідусем відеоігор». Незалежно від нього Френк Лавс взяв інтерв’ю у Хігінботама для статті про історію відеоігор у червневому випуску Video Review за 1983 рік.
У 2011 році Університет Стоуні-Брук заснував колекцію досліджень ігор Вільяма А. Хігінботама, якою керують голова відділу спеціальних колекцій та університетських архівів Крістен Нітрей і доцент кафедри цифрових культурологічних досліджень Рейфорд Ґінс. Колекція явно присвячена «документуванню матеріальної культури медіа-ігор, заснованих на екрані», і в конкретному відношенні до Хігінботама: «збиранню та збереженню текстів, ефемер і артефактів, які документують історію та роботу інноватора ранніх ігор і Brookhaven National Вчений лабораторії Вільям А. Гігінботам, який у 1958 році винайшов першу інтерактивну аналогову комп’ютерну гру «Теніс для двох». У рамках збереження історії тенісу для двох Колекція створює документальний фільм про історію гри та її реконструкцію Пітера Такача, фізика з Брукхейвенської національної лабораторії.
Хігінботам мало цікавився відеоіграми, вважаючи за краще, щоб його пам’ятали своєю роботою в галузі нерозповсюдження ядерної зброї. Після його смерті, коли запити на інформацію про Tennis for Two зросли, його син Вільям Б. Хігінботам сказав Брукхейвену: «Вкрай важливо, щоб ви включили інформацію про його роботу з нерозповсюдження ядерної зброї. Це те, чим він хотів, щоб його запам’ятали». За цю роботу Федерація американських вчених у 1994 році назвала свою штаб-квартиру Higinbotham Hall.